# Delnice
Delnice (in italiano anche Delnizza o Delnizze, in tedesco Delnitz, in ungherese Delnicze), è una città croata di 5 158 abitanti della Regione litoraneo-montana. È il centro maggiore della regione montuosa del Gorski kotar. La popolazione è concentrata per circa i due terzi nel capoluogo, e per la restante parte nelle frazioni.

## Società

### Evoluzione demografica
Abitanti censiti

## Località
Il comune di Delnice è diviso in 55 insediamenti (naselja) di seguito elencati. Tra parentesi il nome in lingua italiana, generalmente desueto.
- Bela Vodica
- Belo
- Biljevina
- Brod na Kupi
- Crni Lug (Bosconero di Fiume[4])
- Čedanj
- Dedin
- Delnice (Delnizza[5])
- Donja Krašićevica
- Donje Tihovo
- Donji Ložac
- Donji Okrug
- Donji Turni
- Gašparci
- Golik
- Gornja Krašićevica
- Gornje Tihovo
- Gornji Ložac
- Gornji Okrug
- Gornji Turni
- Grbajel
- Guče Selo
- Gusti Laz
- Hrvatsko
- Iševnica
- Kalić
- Kočičin
- Krivac
- Kupa
- Kuželj
- Leska
- Lučice
- Mala Lešnica
- Malo Selo
- Marija Trošt
- Plajzi
- Podgora Turkovska
- Požar
- Radočaj Brodski
- Raskrižje Tihovo
- Razloge
- Razloški Okrug
- Sedalce
- Srednja Krašićevica
- Suhor
- Ševalj
- Turke
- Vela Voda
- Velika Lešnica
- Zagolik
- Zakrajc Turkovski
- Zalesina
- Zamost Brodski
- Zapolje Brodsko
- Zelin Crnoluški